# كيسوكي كيموتو
كيسوكي كيموتو (باليابانية: 木本 敬介) (23 أغسطس 1984 في هيتا في اليابان – )؛ هو لاعب كرة قدم ياباني سابق كان يلعب كلاعب وسط.

## وصلات خارجية
- كيسوكي كيموتو على موقع رابطة كرة القدم اليابانية للمحترفين (اليابانية)
- كيسوكي كيموتو على موقع قاعدة بيانات كرة القدم.إي يو (الإنجليزية)
- كيسوكي كيموتو على موقع Soccerway.com (الإنجليزية)